# Качмарек, Ян
Ян Анджей Павел Качмарек (пол. Jan Andrzej Paweł Kaczmarek; 29 апреля 1953, Конин, Великопольское воеводство — 21 мая 2024, Краков) — польский композитор, лауреат премии «Оскар». Автор музыки более чем к 70 художественным и документальным фильмам.

## Биография
Окончил юридический факультет Университета Адама Мицкевича в Познани, Польша. Отказался от карьеры дипломата по политическим причинам. Стал писать музыку, чтобы в конечном итоге обрести свободу самовыражения.

«Играть и писать музыку было для меня религией, — признается Качмарек, — и лишь потом стало профессией».

В конце 70-х сотрудничал с Театральной лабораторией Ежи Гротовского. В 1977 г. создал «Оркестр восьмого дня». Оркестр начал гастролировать по Европе в конце 1970-х, и к настоящему моменту провел 18 турне.
В 1982 году, в конце американского турне оркестра, Качмарек записал свой первый альбом, «Музыка финала», для студии Flying Fish Records. В 1989 переехал в Лос-Анджелес.
Впервые добился успеха в США в театре. Писал музыку для Театра Гудмана (Чикаго) и Форума Марка Тапера (Лос-Анджелес). Получил премию в области драматического искусства «Drama Desk Award» за музыку к постановке «Нельзя её развратницей назвать» (по пьесе Джона Форда), представленной на Шекспировском фестивале (Нью-Йорк) в 1992 г. New York Times сочла музыку «достойной фильмов Бертолуччи и Висконти».
В 2005 году получил премию «Оскар» за музыку к фильму «Волшебная страна» (режиссёр Марк Фостер). Также был награждён Национальным советом кинокритиков за лучшую музыку к фильму; был номинирован на «Золотой глобус» и премию им. Энтони Эсквита (BAFTA) за достижения в области киномузыки.
Также Качмарек получил заказ на два симфонических произведения, посвященных важным национальным событиям в жизни Польши: «Кантату свободы» (2005), отметившую 25-ю годовщину объединения «Солидарность», и «Ораторию 1956», созданную в напоминание о 50-й годовщине подавления восстания против тоталитарного режима в Познани. Премьеры обоих произведений транслировались в прямом эфире польским телевидением.
Член Американской академии кинематографических искусств и наук.
Работал над созданием в Польше учреждения наподобие киноинститута Sundance Film Festival. Официальное открытие института Розбитек, который должен стать европейским центром инноваций в кино, театре, музыке и медиа, было намечено на начало 2009 года.

## Болезнь и смерть
В 2023 году дочь Яна заявила, что Качмарек страдал от множественной системной атрофии, от которой нет лекарства. Он умер в Кракове 21 мая 2024 года в возрасте 71 года.